# VV Concordia
Il Rotterdamsche cricket- en footballclub Concordia, meglio noto come "Concordia", era un club olandese di calcio con sede a Rotterdam, primo campione non ufficiale della storia dei Paesi Bassi.

## Storia
Il Concordia fu fondato il 16 maggio 1884, questo lo rende uno dei primi club calcistici dei Paesi Bassi. Il club ha vinto il primo campionato non ufficiale (1888-89) della NVB. I partecipanti alla prima edizione erano l'HFC, HVV, VVA Amsterdam, RAP Amsterdam, Olympia Rotterdam e l'Excelsior Haarlem.
Il club si fuse il 12 giugno 1891 con il club calcistico RC & FC Olympia, formando l'RC & VV Rotterdam.

## Il Derby delle pianure
Domenica 30 marzo 1890 ha avuto luogo il primo derby delle pianure (ovvero quello fra una squadra olandese ed una belga) disputato dal Concordia e l'Anversa vicino alla Chassékazerne di Breda. Il Concordia vinse con il risultato di 1-0.

## Risultati
Questi sono i risultati conseguiti dal Concordia nei tre anni in cui il club ha disputato i campionati di massima serie.

### 1888-1889
| Posizione | Club                | PG | V | N | S | P  | DR   |
| --------- | ------------------- | -- | - | - | - | -- | ---- |
| 1.        | Concordia Rotterdam | 7  | 5 | 1 | 1 | 11 | 12-2 |
| 2.        | HFC                 | 7  | 2 | 3 | 2 | 7  | 6-4  |
| 3.        | HVV Den Haag        | 6  | 2 | 2 | 2 | 6  | 2-2  |
| 4.        | VVA Amsterdam       | 6  | 1 | 4 | 1 | 6  | 3-3  |
| 5.        | RAP Amsterdam       | 5  | 0 | 4 | 1 | 4  | 2-3  |
| 6.        | Olympia Rotterdam   | 2  | 0 | 0 | 2 | 0  | 1-8  |
| 7.        | Excelsior Haarlem   | 1  | 0 | 0 | 1 | 0  | 0-4  |

### 1889-1890
| Posizione | Club                | PG | V | N | S | P  | DR    |
| --------- | ------------------- | -- | - | - | - | -- | ----- |
| 1.        | HFC                 | 9  | 4 | 3 | 2 | 11 | 19-14 |
| 2.        | RAP Amsterdam       | 9  | 4 | 2 | 3 | 10 | 7-5   |
| 3.        | HVV Den Haag        | 8  | 2 | 5 | 1 | 9  | 16-7  |
| 4.        | Olympia Rotterdam   | 7  | 2 | 4 | 1 | 8  | 6-6   |
| 5.        | Concordia Rotterdam | 7  | 2 | 2 | 3 | 6  | 5-7   |
| 6.        | VVA Amsterdam       | 5  | 0 | 2 | 3 | 2  | 2-8   |
| 7.        | Excelsior Haarlem   | 3  | 1 | 0 | 2 | 2  | 5-13  |

### 1890-1891
| Posizione | Club                | PG | V | N | S | P  | DR    |
| --------- | ------------------- | -- | - | - | - | -- | ----- |
| 1.        | HVV Den Haag        | 8  | 6 | 1 | 1 | 13 | 17-3  |
| 2.        | HFC                 | 8  | 4 | 2 | 2 | 10 | 18-11 |
| 3.        | RAP Amsterdam       | 8  | 2 | 5 | 1 | 9  | 10-7  |
| 4.        | Olympia Rotterdam   | 8  | 2 | 2 | 4 | 6  | 7-22  |
| 5.        | Concordia Rotterdam | 8  | 0 | 2 | 6 | 2  | 1-10  |

## Palmarès

### Competizioni nazionali
- Campionato olandese: 1

1888-1889
- Coppa dei Paesi Bassi: 1

1906